# Carex sphaerogyna
Carex sphaerogyna är en halvgräsart som beskrevs av John Gilbert Baker. Carex sphaerogyna ingår i släktet starrar, och familjen halvgräs. Inga underarter finns listade i Catalogue of Life.